# Un été d'enfer
Pour plus de détails, voir Fiche technique et Distribution.
Un été d'enfer est un film français de Michaël Schock sorti en décembre 1984.

## Synopsis
Philippe Darland, un ancien coureur moto ayant arrêté la compétition à la suite d'un accident, aide son oncle dans son agence de détective privé. Un soir, il se rend chez Élisabeth Leroy, qui a fait appel à eux. Sa sœur Valérie a disparu depuis trois mois et les recherches menées par le commissaire Turielle n'ont rien donné. Les investigations de Darland vont l'amener dans le milieu de la drogue.

## Fiche technique
- Titre : Un été d'enfer
- Réalisation : Michaël Schock
- Scénario : Michaël Schock et Claude de Givray d'après le roman Thriller de Jean-Pierre Thomacini
- Production : Luis Méndez et Benjamin Simon
- Musique : François Valéry
- Image : Teo Escamilla
- Montage : Joële Van Effenterre
- Décors : Olivier Paultre

## Distribution
- Thierry Lhermitte : Philippe Darland
- Véronique Jannot : Élisabeth Leroy
- Daniel Duval : le commissaire Turielle
- Corynne Charbit : Josy
- Michel Devilliers : Charly
- Nana Mouloudji : Valérie Leroy
- Joaquín Hinojosa : Kurant
- Monique Tarbès : Germaine, la secrétaire